# Баянхайрхан
Баянхайрхан (монг. Баянхайрхан) — сомон аймака Завхан в западной части Монголии. Численность населения по данным 2010 года составила 1 639 человек.
Центр сомона — посёлок Алтанбулаг, расположенный в 239 километрах от административного центра аймака — города Улиастай и в 992 километрах от столицы страны — Улан-Батора.

## География
Сомон расположен в западной части Монголии. Граничит с соседними сомонами Асгат, Баянтэс, Нумрег, Сонгино, Тудэвтэй и Тэс, а также с соседними аймаками Увс и Хувсгел. На территории Баянхайрхана располагается гора Баянхайрхан.
Из полезных ископаемых в сомоне встречаются медь, молибден, никель.

## Климат
Климат резко континентальный. Средняя температура января -30 градусов, июля +18 градусов.

## Фауна
Животный мир Баянхайрхана представлен медведями, оленями, кабанами.

## Инфраструктура
В сомоне есть школа, больница, торговый и культурный центры.